# Pleasantville, Ohio
Pleasantville là một làng thuộc quận Fairfield, tiểu bang Ohio, Hoa Kỳ. Năm 2010, dân số của làng này là 960 người.

## Dân số
- Dân số năm 2000: 877 người.
- Dân số năm 2010: 960 người.